# ماکسیم دو کوتو
ماکسیم دو کوتو (انگلیسی: Maxime Do Couto؛ زادهٔ ۱۳ دسامبر ۱۹۹۶) بازیکن فوتبال اهل فرانسه است.
از باشگاه‌هایی که در آن بازی کرده‌است می‌توان به اشاره کرد.
وی همچنین در تیم ملی فوتبال زیر ۱۹ سال فرانسه بازی کرده‌است.